# Já?
Já? je sedmnácté studiové album Hany Zagorové. Nahráno bylo ve studiu Charlies c. a vyšlo roku 1998. 

## Seznam skladeb
| Já? (album)    | Já? (album)                                                                               | Já? (album) |
| Pořadí         | Název                                                                                     | Délka       |
| -------------- | ----------------------------------------------------------------------------------------- | ----------- |
| 1.             | Je t'aime (Jiří Březík, Václav Kopta)                                                     | 03:14       |
| 2.             | Když tě ztrácím (Jiří Březík, Jiří Březík)                                                | 04:34       |
| 3.             | Já chtěla jsem ti báseň psát (Pavel Vaculík, Pavel Žák)                                   | 03:42       |
| 4.             | Dny dětství (Michal David, Pavel Vrba)                                                    | 03:48       |
| 5.             | Na co já tě mám (Davanti Agli Occhi Miei) (Ivana Spagna, Angelo Valsiglio, Hana Zagorová) | 04:25       |
| 6.             | Prosím (Jiří Březík, Zdeněk Borovec)                                                      | 03:02       |
| 7.             | Byl to víc než přítel můj (Petr Hejduk, Libor Křistek)                                    | 03:00       |
| 8.             | Torza nadějí (Listopady lisci) (Jerzy Filar, Jacek Cygan, Zdeněk Borovec)                 | 03:51       |
| 9.             | Přítel splín (Michal David, Michal Šobr)                                                  | 04:10       |
| 10.            | Slova řeknou málo (Przecieź wiesz, źe kocham) (Jacek Wasowski, Zdeněk Borovec)            | 04:01       |
| 11.            | Podzim má mě rád (Ivan Korený, Václav Kopta)                                              | 04:02       |
| Celková délka: | Celková délka:                                                                            | 45:32       |